# Königsboden

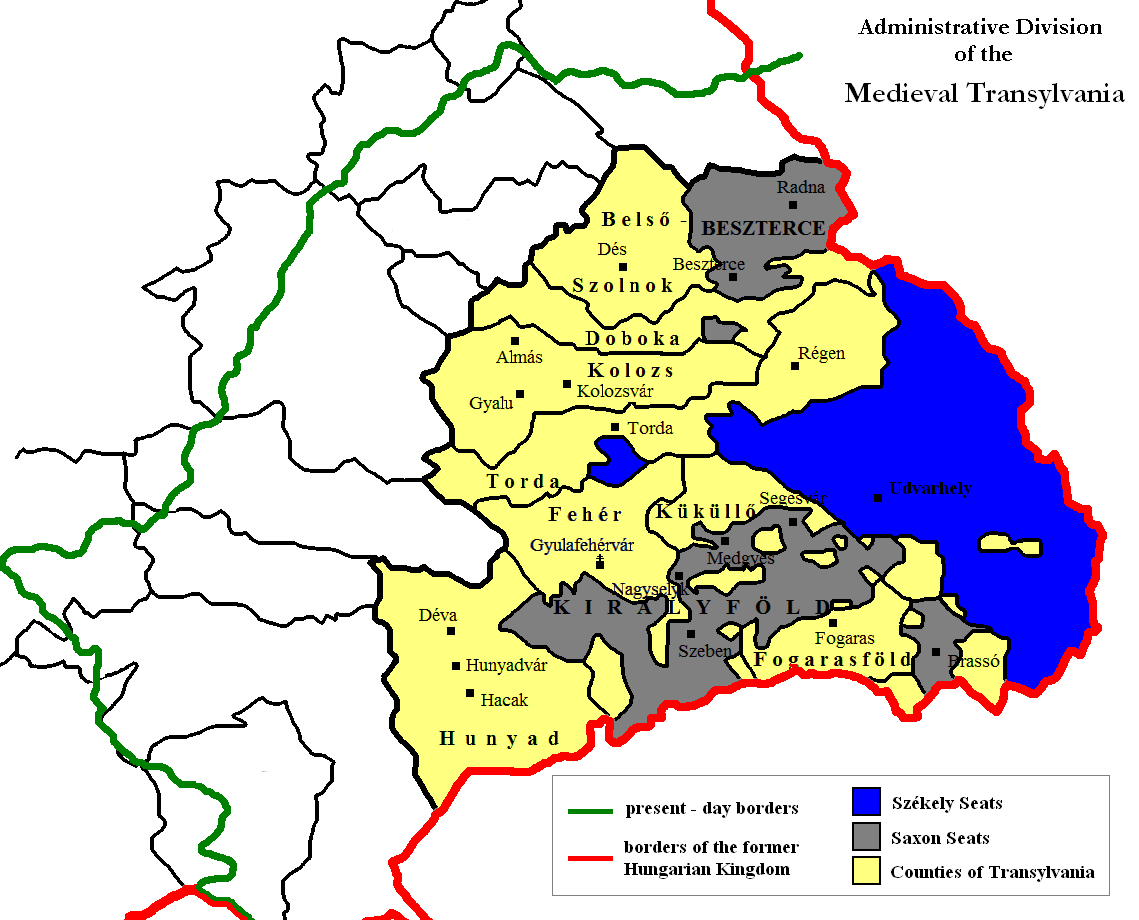
Gebieden van de drie geprivilegieerde standen in Zevenburgen:
Szeklerland
Zevenburger Saksen - Königsboden
Comitaten onder het gezag van adel en clerus

De Königsboden (Hongaars: Királyföld, Latijn: Fundus regius - letterlijk "Koningsgrond") is de naam van een voormalig gebied, gelegen tussen de Olt en de Grote Târnava in Zevenburgen. In oude oorkonden en op oude kaarten wordt als westelijkste punt van de Königsboden het stadje Broos (Roemeens: Orăștie) en als oostelijkste punt het dorpje Draas (Roemeens: Drăușeni) bij Rupea aangeduid.
De aanduiding Königsboden duidt op de bijzondere rechtspositie die het gebied in de middeleeuwen genoot. Vanaf de 12e eeuw werd deze relatief schaars bevolkte streek door Duitse en Vlaamse kolonisten ontgonnen. De Hongaarse koning Géza II trok tot dit doel vanaf 1146 namelijk bewust kolonisten aan uit het Duitse Rijk. Het gebied, dat in middeleeuwse bronnen terra regis (Latijn voor "land van de koning") of funda regis ("stichting van de koning") werd genoemd, was koninklijk bezit. De zogenaamde Zevenburger Saksen die de Königsboden bevolkten, waren slechts onderworpen aan het gezag van de koning van Hongarije, die hun in 1224 middels de Gouden Vrijbrief of Diploma Adreanum met verstrekkende voorrechten alsook een zekere autonomie bedacht. Deze rechten waren later ook van toepassing op het meer oostelijk gelegen Burzenland rond de stad Brașov en het veel noordelijker gelegen Nösnerland rond Bistritz. De Gouden Vrijbrief is het meest verstrekkende en best uitgewerkte statuut dat ooit aan Duitse kolonisten in Oost-Europa werd verleend.
In de Königsboden werden aan de eerste groepen kolonisten land en hoeves toegekend. De Zevenburger Saksen richtten hier hun oudste steden en dorpen op. Later ontwikkelden zich hier als bestuurlijke eenheden de zogenaamde Zeven Stoelen en de Saksische Natie-universiteit in Zevenburgen als hun politieke vertegenwoordiging. Het gebied werd omwille van zijn bewoners vaak ook met de term Saksenland aangeduid.
In de loop van verschillende eeuwen was de Königsboden - afgezien van enkele korte onderbrekingen - een belangrijke basis voor de wettelijke status van de Zevenburger Saksen. Na de Oostenrijks-Hongaarse Ausgleich in 1867 vervielen deze voorrechten echter en kreeg de Königsboden een louter historische betekenis. Na de Eerste Wereldoorlog viel het gebied, net als de rest van Zevenburgen, middels het Verdrag van Trianon (1920) aan Roemenië en wordt het grotendeels door Roemenen bevolkt.